# Malapteruridae
Il Malapteruridae o pesce gatto elettrico è una famiglia che comprende 25 specie di pesci d'acqua dolce, appartenenti all'ordine Siluriformes.
Alcune specie del genere Malapterurus hanno evoluto organi elettrici capaci di produrre scariche elettriche ad alto voltaggio da più di 350 volts.

## Distribuzione
Sono pesci diffusi nell'Africa tropicale e nel Nilo.

## Specie
Alla famiglia appartengono 21 specie, divisi in due generi.

A parte alcune specie, la maggior parte dei componenti della famiglia dei Malupteruridi è di recente scoperta (2000-2002).
- Genere Malapterurus
  - Malapterurus barbatus Norris, 2002 
  - Malapterurus beninensis Murray, 1855 	
  - Malapterurus cavalliensis Roberts, 2000 
  - Malapterurus electricus (Gmelin, 1789) 	
  - Malapterurus leonensis Roberts, 2000 	
  - Malapterurus melanochir Norris, 2002 	
  - Malapterurus microstoma Poll & Gosse, 1969 
  - Malapterurus minjiriya Sagua, 1987 	
  - Malapterurus monsembeensis Roberts, 2000 
  - Malapterurus occidentalis Norris, 2002 	
  - Malapterurus oguensis Sauvage, 1879 	
  - Malapterurus punctatus  	Norris, 2002 	
  - Malapterurus shirensis  	Roberts, 2000 	
  - Malapterurus stiassnyae  	Norris, 2002 	
  - Malapterurus tanganyikaensis  	Roberts, 2000 	
  - Malapterurus tanoensis 	Roberts, 2000 	
  - Malapterurus teugelsi  	Norris, 2002 	
  - Malapterurus thysi  	Norris, 2002
- Genere Paradoxoglanis
  - Paradoxoglanis caudivittatus  	Norris, 2002 	
  - Paradoxoglanis cryptus  	Norris, 2002 	
  - Paradoxoglanis parvus  Norris, 2002